# 詹姆斯·莫里森
詹姆斯·墨里森（James Morrison Catchpole，1984年8月13日—），是名英国歌手，生于拉格比。
喜愛的歌手：Otis Redding、Al Green(艾爾格林)、Cat Stevens(凱特史帝文斯)、The Kinks、Van Morrison(范莫里生)
得獎紀錄：2007年 全英音樂獎最佳男歌手
13岁时，詹姆斯在叔叔的熏陶下开始学习吉他，经过多年演唱其他歌手歌曲的生涯后，他逐渐开始自己创作歌曲。2006年，詹姆斯和Polydor唱片公司签约，更有幸成为了今年英国最火女新人Corinne Bailey Rae的英国巡回演出的表演嘉宾。

## 生平

### 早年生活
出生時曾感染百日咳而差點喪命，大難不死後留下了他特殊的沙啞嗓音；父親在他4歲時棄家出走，負債累累的母親辛勤工作撫養子女，因此他從小必須自己上下學、煮晚餐、燙衣服，除了養成早熟獨立的個性，也讓他對生活有更深刻的感觸。

## 音樂生涯

### 早年生涯
困苦的成長時期唯一不缺的大概就是音樂，他的母親曾在樂團擔任主唱，因此家中收集了Pink Floyd、Van Morrison、Stevie Wonder…等歌手的專輯，啟發了他對音樂的興趣。
13歲時在舅舅的指導下詹姆斯開始學習吉他，每晚練習吉他彈奏的滿足，讓他忘了每天得做家事而無法像同學們出門玩樂的憂鬱。
求學時期曾加入樂團、有過pub駐唱經驗的詹姆斯墨里森，19歲那年被洗車廠解僱後打算重回pub演出，不過因為當時卡拉OK大行其道而屢遭拒絕。萬念俱灰之際，一位曾和他一起表演的吉他手將他介紹給擔任藝人經紀的好友Spencer Wells。試音時詹姆斯才開口唱了兩個小節，就讓Spencer Wells驚豔不已，迅速將他引薦給英國唱片大廠Polydor。

### 未知數 (Undiscovered)
詹姆斯于2006年7月31日发行了他的首张个人专辑“Undiscovered”，在发行的第一周即夺取流行专辑榜的冠军宝座，专辑发行不满3个月，在全球就销售超过38万张。
時代雜誌更以『非比尋常的優秀新人…他的歌聲唱出了80歲黑人藍調歌手的靈魂』來形容詹姆斯墨里森的音樂。
James Morrison的首次出擊就教全英樂評驚嘆連連，Q雜誌、The Gardian、Heat雜誌紛紛給予四顆星好評﹔而樂迷同樣臣服於他情感豐沛的歌聲中，首支單曲"You Give Me Something"拿下英國金榜No.5，在iTunes數位下載榜與電台播放榜雙雙登上冠軍。
『Undiscovered』順勢摘下英國金榜冠軍、在美國告示牌攻佔前 20 名，並為他贏得全英音樂獎最佳男歌手獎（同時也入圍了最佳單曲及最佳新人獎），首張專輯在全球賣破三百萬張，詹姆斯墨里森也成為 2006 年最賣座的英國男歌手。

### 我的故事‧未完待續 (Songs For You, Truths For Me)
2008年『Songs For You, Truth For Me我的故事,未完待續』問世，其中與Nelly Furtado合唱單曲"Broken Strings"成為他個人最暢銷單曲，全球銷售突破150萬張。

### 感動覺醒 (The Awakening)
詹姆斯墨裡森讓歌迷等待三年才發行新專輯The Awakening，原本2010年就該發片的詹姆斯在2010年9月經歷父親因肝癌辭世，「我感覺到自己毀了，完全無法思考，無法成眠。」最後詹姆斯決定重寫新專輯的歌來紀念父親，才延到2011年推出新專輯。而艾美懷絲(Amy Winehouse)在家中驟逝的新聞除了讓詹姆斯再度回憶起喪父之痛，也惋惜樂壇少了一位天才歌手，詹姆斯就在一次表演中翻唱艾美懷絲的 『Love is a losing game / 愛是失敗遊戲」 向她致敬。
詹姆斯的父親保羅在年輕的時候就拋妻棄子，留下大筆的債務，從來就不是個好爸爸，但詹姆斯仍不計前嫌地照顧因酒精中毒而重病的父親，最後父親因肝癌辭世， 也給詹姆斯很大的打擊，「我當時只能坐在家裡，那裡也去不了，我感覺到自己毀了，腦袋完全無法思考，晚上也無法成眠，我必須把女兒送走給親戚那，因為我完全無法照顧他，我花了長達六、七禮拜的時間才覺得自己有辦法跟別人談起這一切。」而驟逝的艾美懷絲(Amy Winehouse)，與詹姆斯除了是同門師姐弟，也差不多同時間開始在英國樂壇走紅，詹姆斯說：「當時聽到她突然離開的消息，竟讓我有去年失去父親的相同感覺。」
詹姆斯的父親在去年2010年9月過世，也讓他的發片計劃停擺，為了向紀念父親，詹姆斯決定重寫專輯中的歌，「雖然當時我寫好了一些歌準備放在第三張專輯，但在父親走後，我決定寫新的歌 曲獻給他，這張專輯有一半的歌曲都是為了父親所寫。」詹姆斯也坦承這張新專輯可能過於黑暗悲傷，與前兩張的流行曲風不太一樣，不過他很瀟灑地說，「這是我最棒的專輯，就算賣不好也沒差，我頂多就是回家帶小孩。」不過他似乎是多慮了，新歌 「I Won't Let You Go/絕不放手」 已拿下英國電台榜冠軍，而新專輯『The Awakening / 感動覺醒』除了拿下英國]] iTunes 榜冠軍之外，也拿下本週英國金榜期中冠軍。
『The Awakening』專輯由英國流行搖滾名團Suede吉他手、Duffy冠軍專輯「Rockferry」製作人Bernard Butler擔綱製作大任，歌曲創作拍檔包括：Steve Robson]] [*Take That]、Eg White [*Duffy]、Dan Wilson [*Adele]、Toby Gad [*Beyoncé]。整張專輯就像是以溫馨的演唱會方式詮釋既傳統又兼具摩登風情的民謠靈魂樂作品。新作在樂風上延續了首張專輯的特色，同時添加更細膩的質感以及更昂揚的自信風采；有沸騰人心的弦樂，雀躍開朗的和聲，饒富靈魂韻味的情歌，甚至還有令人不禁想要隨著節奏打拍子的搖擺舞曲；曲風有Motown唱片公司的傳統靈魂樂風情，也洋溢著福音、鄉村民謠與拉丁神采。
專輯中有詹姆斯墨里森繼"You Give Me Something"之後，再度寫給女友Gill的深情之歌"I Won't Let You Go"；還有望著3歲女兒Elsie所抒發的爸爸心情小品"The Awakening"；也有他與瀕臨死亡的父親對談之後，寫下由詩作蛻變而成的感人歌曲"Person I Should Have Been"；渴望過世的父親走入自己的夢裡，感情超強烈的心痛告解"In My Dreams"。專輯中也有出人意表的作品，像是與2011年全英音樂獎評審團特別獎得獎女歌手Jessie J搭檔合唱，描述與酗酒父親之間糾結情感問題的"Up"。 
26歲的詹姆斯墨里森]]，以更成熟的歌手、創作人、音樂人的面貌重新出發，他對於情感的自由收放和掌握，造就了這張完成度超高的精彩作品。正如他所說：「前兩張專輯我還在摸索，現在我終於畢業了，這張專輯對我而言就像是我真正的第一張專輯。」

## 音樂作品

### 單曲
- 2006年 “You Give Me Something” 英国 第5位
- 2006年 “Wonderful World” 英国 第8位
- 2006年 “The Pieces Don't Fit Anymore”
- 2006年 “Call the police” (promo only)
- 2007年 “Undiscovered”
- 2007年 “One Last Chance”
- 2008年 “You Make It Real”
- 2008年 “Nothing Ever Hurt Like You” US only
- 2008年 “Broken Strings” (feat. Nelly Furtado)
- 2009年 “Please Don't Stop the Rain”
- 2009年 “Nothing Ever Hurt Like You” Europe
- 2009年 “Get to You”
- 2011年 “I Won't Let You Go”
- 2011年 “Slave To The Music”

### 專輯
- 2008年 “Songs For You Truths For Me”

1. Broken Strings (feat. Nelly Furtado)
2. Please Don't Stop The Rain
3. Love Is Hard
4. Save Yourself
5. Nothing Ever Hurt Like You
6. Dream On Hayley
7. Precious Love
8. The Only Night
9. You Make It Real
10. If You Don't Wanna Love Me
11. Once When I Was Little
12. Fix The World Up For You

- 2006年 “Undiscovered” 英国 第1位

1. Under The Influence
2. You Give Me Something
3. Wonderful World
4. The Pieces Don't Fit Anymore
5. One Last Chance
6. Undiscovered
7. The Letter
8. Call The Police
9. This Boy
10. Better Man
11. The Last Goodbye

- 2011年 “The Awakening”

1. In My Dreams
2. 6 Weeks
3. I Won't Let You Go
4. Up" (featuring Jessie J)
5. Slave To The Music
6. Person I Should Have Been
7. Say Something Now
8. Beautiful Life
9. Forever
10. The Awakening
11. Right By Your Side
12. One Life
13. All Around The World